# Party on tokyo
party on tokyo（パーティーオントウキョウ、英語: party on tokyo）は、東京都港区六本木にあるショー・クラブである。2017年にオープンした。

## 概要
セクシーな女性ダンサーによるダンスショーが披露される。ショーによっては男性ダンサーも出演する。営業時間は22:00～翌5:00。
演出はショー演出家の内藤良太が、アートディレクターは七浦隼人、店内のアート作品はクリエイターのbagyyが担当。店内にはプールがあり、ショータイムで利用される。

## システム[5]
- 入場料
  - 女性 : \5,000/1Drink
  - 男性 : \5,000/1Drink

## その他
- party on tokyoが入っているビルのB2Fには姉妹店のバーレスク東京が入居している。